# 高空氣球

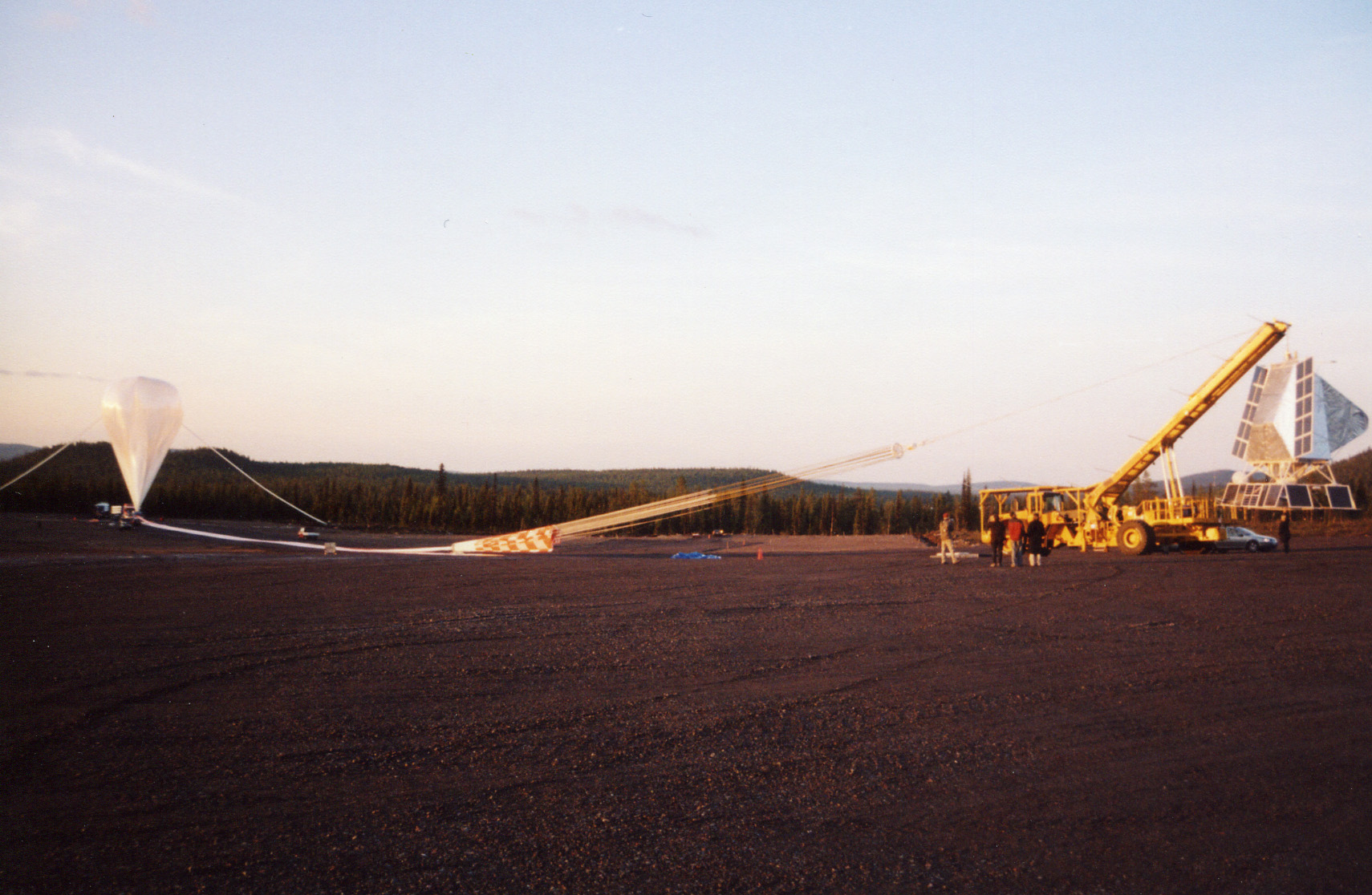
2005年6月12日，發射前的BLAST高空氣球

高空氣球（英語：High-altitude balloon），是載人氣球或無人氣球，通常充滿氦氣或氫氣，釋放到平流層，通常在海平面18至37公里之間。2002年，一個名為BU60-1的氣球到達海拔53.0公里並創出歷史紀錄。最常見的高空氣球類型是探空氣球，其他用途包括在高層大氣中進行實驗的平台。現代氣球通常包含電子設備，例如發送器、照相機或衛星導航系統以及全球定位系統。

## 用途
無人的高空氣球用於研究氣球，作為教育用途，也包含業餘愛好者。常見用途包括氣象學、大氣和氣候研究、從近太空收集圖像、業餘無線電應用和亞公釐波天文學。
高空氣球使用於電信和太空遊客。Zero 2 Infinity和World View Enterprises等私人公司用於科學研究、商業目的和太空旅遊。高空平台站提出應用於通信中繼。

## 外部連結
- Spacenear.us Tracker display of current balloon launches
- NASA Goddard Space Flight Library Balloon technology collection
- StratoCat - Stratospheric balloons. History and present of their use in the fields of science, military and aerospace （页面存档备份，存于）
- Near Space book at Parallax.com
- California Near Space Project （页面存档备份，存于）
- Stratofox Aerospace Tracking Team